# 豬耳

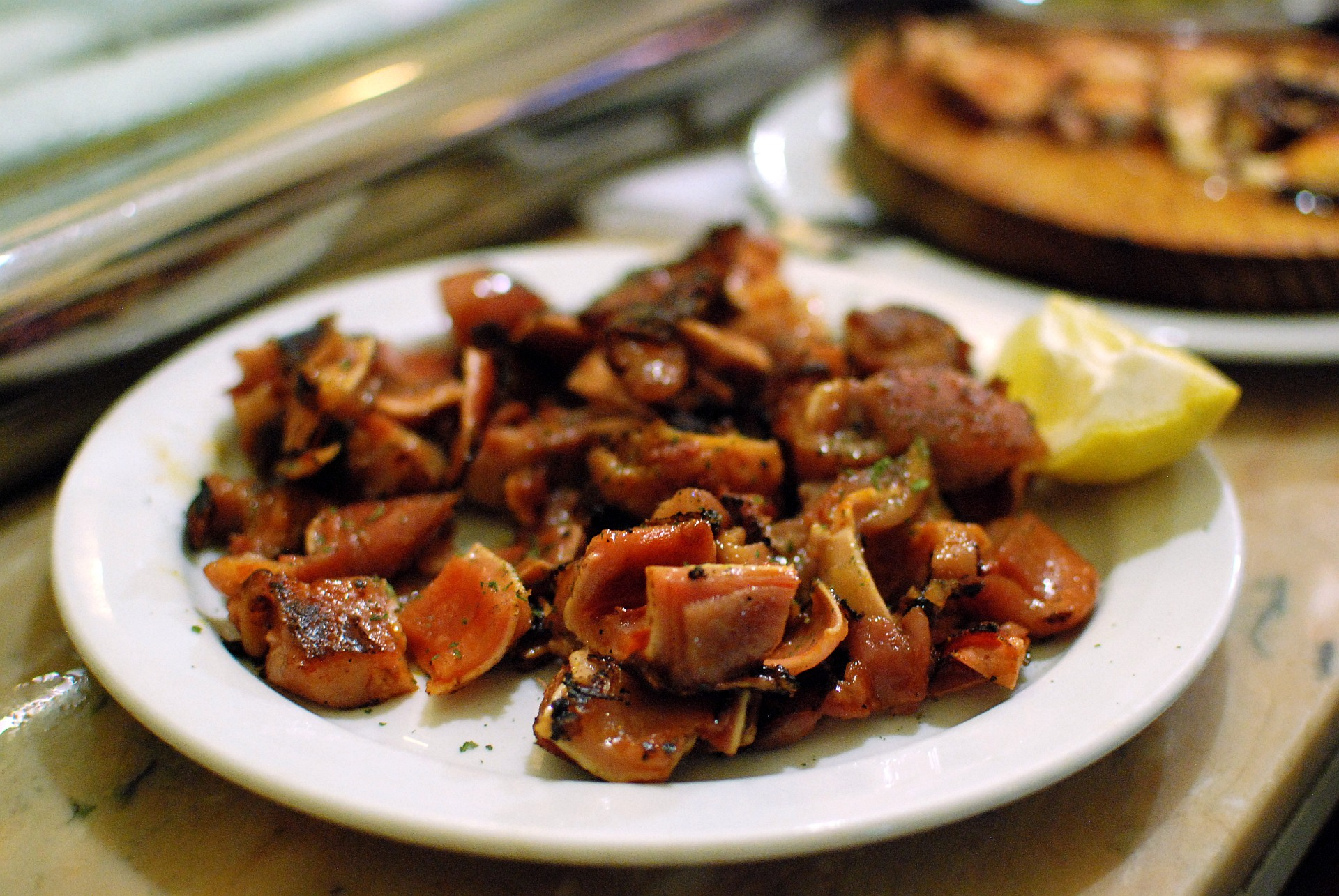
一盆豬耳朵，攝於西班牙马德里

猪耳朵是指豬的耳朵，它煮熟時可以作为人類食物，世界各地许多菜系中都有豬耳朵這道菜。在中国菜中，猪耳朵通常是开胃菜或配菜，有時還是冷菜。食用時會拌上辣椒醬。